# Mila Felzensztejn
Mila Łazariewicz Felzensztejn (ros. Миля Лазаревич Фельзенштейн, jid. ‏מיליה פלזנשטיין‎; ur. 23 sierpnia 1924 w Charkowie, zm. 14 października 2006 w Lod) – radziecki żołnierz, młodszy porucznik, Bohater Związku Radzieckiego (1943).

## Życiorys
Był narodowości żydowskiej. Miał wykształcenie średnie, w 1942 został powołany do Armii Czerwonej przez komisariat wojskowy w Samarkandzie, ukończył szkołę wojskową w Taszkencie. Wiosną 1943 w stopniu młodszego lejtnanta przybył na front jako dowódca plutonu w 1339. pułku strzelców w składzie 318. Dywizji Strzeleckiej, latem 1943 na Froncie Północno-Kaukaskim w składzie 18 Armii uczestniczył w walkach o wyzwolenie Krasnodaru, jesienią 1943 wyróżnił się w operacji mającej na celu uchwycenie przyczółka na Półwyspie Krymskim w rejonie miejscowości Eltigen na południe od Kerczu. W nocy na 1 listopada 1943 w walkach nad Cieśniną Kerczeńską został ciężko ranny i odesłany do szpitala polowego, następnie do szpitala w Soczi, skąd później wyjechał do rodziny w Samarkandzie. 17 listopada 1943 nadano mu tytuł Bohatera Związku Radzieckiego i Order Lenina. Po powrocie na front został dowódcą kompanii, wiosną 1944 brał udział w walkach o Krym, m.in. pod Sewastopolem, gdzie został ranny w nogę i ewakuowany stamtąd do szpitala w Kisłowodzku. W marcu 1945 został zwolniony z armii jako inwalida wojenny, w 1946 wraz z rodziną wrócił do Charkowa, gdzie ukończył technikum przemysłu lekkiego i później pracował w fabryce jako szef warsztatu. W grudniu 1974 wraz z rodziną wyemigrował do Izraela, gdzie od dwóch lat mieszkał jego ojciec. Pracował w zakładzie produkcyjnym w mieście Lod.